# Мохур, Кирилл Венедиктович
Мохур Кирилл Венедиктович (11 мая 1888, Кривой Рог, Херсонская губерния — 1970, Кривой Рог, Днепропетровская область) — российский и советский военный. Полный Георгиевский кавалер.

## Биография
Родился 11 мая 1888 года в местечке Кривой Рог.
Образование среднее. В 1902—1903 годах батрачил, в 1903—1909 годах работал на рудниках Кривбасса. В 1909—1914 годах служил в царской армии.
Участник 1-й мировой войны, прапорщик, командир роты Преображенского лейб-гвардии полка. Отличился в боях с немецкой пехотой под Двинском, где был ранен.
В 1917 году участвовал в октябрьском вооружённом восстании в Петрограде.
Активный участник гражданской войны. В 1918 году принимал участие в формировании отрядов Красной гвардии на Криворожье, один из руководителей вооружённого восстания в январе 1918 года. В 1919 году — один из командиров 1-го Криворожского коммунистического полка по борьбе с атаманом Григорьевым. В 1920 году — участник боёв против врангелевцев. В 1920—1921 годах — военный комендант Кривого Рога. До 1921 года находился на различных командных должностях в Красной армии.
В 1925—1956 годах — на хозяйственной работе в Кривом Роге.
Умер в 1970 году в городе Кривой Рог.

## Награды
- Георгиевский крест 1—4-й степеней — за храбрость в боях[3];
- Георгиевская медаль «За храбрость» 1—4-й степеней[3];
- Орден Красного Знамени[3].